# 2009 WPSオールスターゲーム
2009 WPSオールスターゲーム (2009 Women's Professional Soccer All-Star Game) は、WPSオールスターゲームの第1回大会。セントルイス・アスレティカのホームスタジアムであるアンハイザー＝ブッシュ・センターを会場として開催された。
2009年度プレーオフ開催の8日後である2009年8月30日、MLSオールスターゲームの開催形式にならい、本大会ではスウェーデンの女子サッカーリーグダームアルスヴェンスカン所属のウメオIKを、対戦相手として招待して行った。結果は4-2でWPSオールスターチームが勝利した。

## 会場の選定

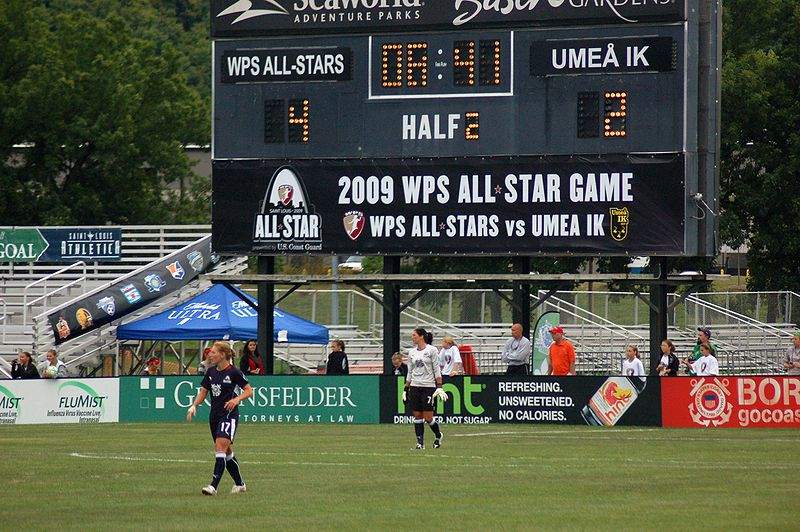
試合終了時のスコアボード

2009年6月25日、WPSは同年度オールスターゲームの開催地をセントルイスに決定したと発表した。セントルイス・アスレティカのホームスタジアムであるアンハイザー＝ブッシュ・センター (所在地: フェントン) が会場となった。 

## ウメオIK
1917年に設立。ダームアルスヴェンスカンでは6度のリーグ優勝、UEFA女子チャンピオンズリーグにおいても5度決勝戦に進出し、うち2度優勝を果たした実績を持つ。現在ロサンゼルス・ソル所属のマルタの前所属クラブでもある。

## WPSオールスターズ

### 投票による選手選考
18人のメンバーのうち、先発出場選手11人は投票によって選ばれた。全投票のうち、25％はファンによるオンライン投票、25％はメディアからの投票、25％は全所属クラブの
監督からの投票 (ただし自分が監督を務めるクラブの選手への投票は禁止)、そして残る25％は選手たちからの投票であった。この結果は2009年8月4日に発表された。
25,000人を超えるファンが投票、特に目立ったのはホープ・ソロ、ロリ・チャラプニー、シャノン・ボックスへの投票だった (しかしソロはスターティングメンバーには入らなかった)。最多得票選手はマルタであり、WPSクラブの全監督と、メディアの94％が彼女に投票した。WPSクラブ所属選手の投票では全体の第2位に、ファンからの投票では第4位であった。
投票によって選ばれた選手のうち、イングランドおよびフランスの選手たちについては、2009年度UEFA女子選手権の開催時期とオールスターゲームの期間が重複するため、メンバーより外れた。代わりに得票数で次点となった選手たちが、ポジション別に考慮された上で繰り上げられる事となった。

### ベンチ入り選手の選考
残り7人の選手は、オールスターズの監督を務める事となったロサンゼルス・ソルのアブナー・ロジャース監督が選んだ。ロジャースはWPSでプレーする選手およびトーニャ・アントヌッシCEOの投票によって選ばれた。

## 両チームのメンバー

### WPSオールスターズ
注：選手の国籍表記はFIFAの定めた代表資格ルールに基づく。
| No. | Pos. |                | 選手名                      |
| --- | ---- | -------------- | --------------------------- |
| 3   | DF   | アメリカ合衆国 | <N>クリスティ・ランポーン   |
| 4   | DF   | アメリカ合衆国 | キャット・ホワイトヒル      |
| 5   | MF   | アメリカ合衆国 | ブリタニー・クライン        |
| 6   | DF   | アメリカ合衆国 | <S>エイミー・レペイルベット |
| 7   | MF   | アメリカ合衆国 | <S>シャノン・ボックス       |
| 8   | DF   | アメリカ合衆国 | <S>ティナ・エラートソン     |
| 9   | MF   | アメリカ合衆国 | ヘザー・オライリー          |
| 10  | FW   | ブラジル       | <S>マルタ                   |
| 11  | FW   | ブラジル       | <N>クリスチアニ             |
| 12  | FW   | カナダ         | クリスティン・シンクレア    |
| 13  | FW   | アメリカ合衆国 | クリスティン・リリー        |
| 15  | MF   | アメリカ合衆国 | <N>ミーガン・ラピノー       |

| No. | Pos. |                | 選手名                        |
| --- | ---- | -------------- | ----------------------------- |
| 17  | MF   | アメリカ合衆国 | <S>ロリ・チャラプニー         |
| 18  | MF   | 日本           | <N>宮間あや                   |
| 20  | FW   | アメリカ合衆国 | アビー・ワンバック            |
| 23  | GK   | カナダ         | <S>カリーナ・ルブラン         |
| 25  | FW   | アメリカ合衆国 | <N>ティファニー・ミルブレット |
| 78  | GK   | アメリカ合衆国 | ホープ・ソロ                  |
|     | MF   | フランス       | <S>カミーユ・アビリー*        |
|     | FW   | イングランド   | <S>エニオラ・アルーコ*        |
|     | MF   | フランス       | <S>ソニア・ボンパストル*      |
|     | MF   | ブラジル       | <N>フォルミガ                 |
|     | DF   | イングランド   | <S>アレックス・スコット*      |
|     | MF   | イングランド   | <S>ケリー・スミス*            |

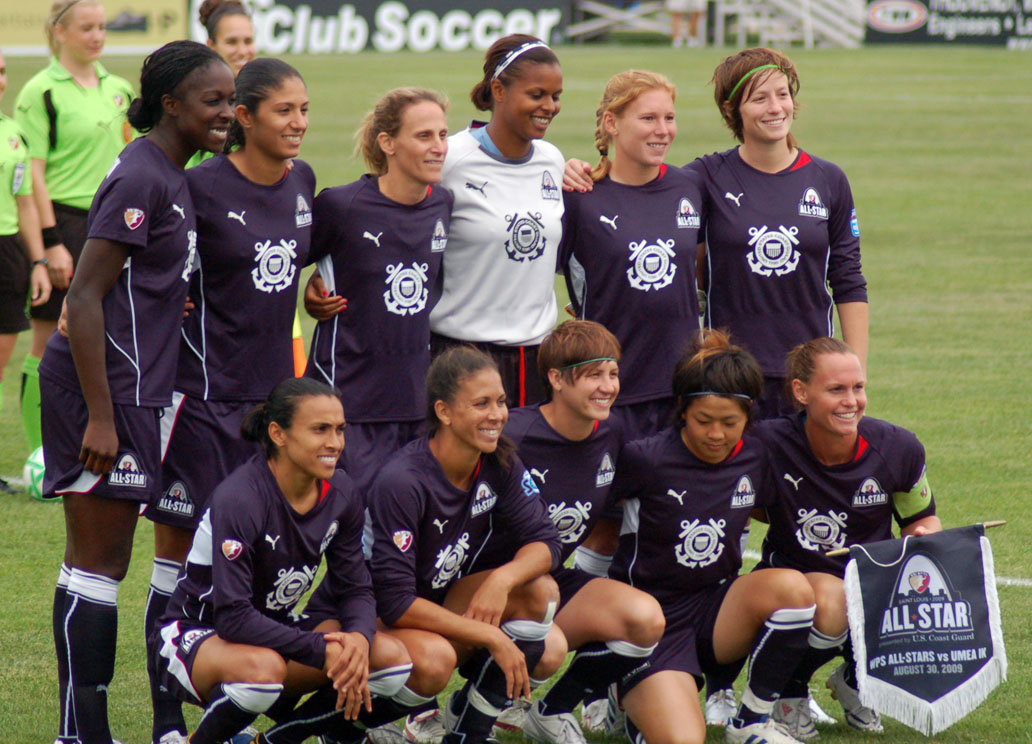
WPSオールスターズのスターティングメンバー。上段左よりエラートソン、フォルミガ、リリー、ルブラン、チャラプニー、ラピノー、下段左よりマルタ、ボックス、レペイルベット、宮間、ランポーン。

- <S>は投票で選ばれた11名の選手である事を示す。投票結果
- *付きの選手は11名の中に選ばれたがUEFA欧州女子選手権出場のため本大会を欠場した選手である事を示す。
- <N>は投票の結果次点となった選手である事を示す。繰り上がりで選出された選手 は以下の通り。またティファニー・ミルブレットが出場を辞退し、フォルミガが繰り上げ選出された。

### ウメオIK
注：選手の国籍表記はFIFAの定めた代表資格ルールに基づく。
| No. | Pos. |              | 選手名                 |
| --- | ---- | ------------ | ---------------------- |
| 3   | DF   | スウェーデン | ヨハンナ・フリスク*    |
| 5   | DF   | スウェーデン | エマ・ベリルンド       |
| 6   | MF   | スウェーデン | マリン・モストレム     |
| 9   | FW   | スウェーデン | マデライネ・エドルンド |
| 10  | MF   | スウェーデン | ハンナ・ユングベリ     |
| 11  | MF   | 日本         | 山口麻美               |
| 15  | MF   | スウェーデン | エメリー・コンラドソン |
| 18  | FW   | スウェーデン | ソフィア・ヤコブソン   |
| 19  | FW   | スイス       | ラモナ・バッハマン     |

| No. | Pos. |              | 選手名                         |
| --- | ---- | ------------ | ------------------------------ |
| 20  | DF   | ブラジル     | エライーニ                     |
| 21  | GK   | スウェーデン | カローラ・セーベリ             |
| 23  | MF   | スウェーデン | エマ・オーベリ＝ジングマルク   |
| 24  | DF   | スウェーデン | エマ・クールベリ               |
| 25  | FW   | スウェーデン | イーダ・オーベリ＝ジングマルク |
| 26  | DF   | スウェーデン | エリン・ランドストレム         |
| 91  | DF   | スウェーデン | フリーダ・エストベリ*          |
| 92  | DF   | スウェーデン | カロリーナ・ウェストベリ       |
| 99  | FW   | スウェーデン | アンナ・ショーストレム         |

- ウメオIK WPSオールスターゲーム参加選手
- WPSクラブに所属している選手

## 試合詳細
| 2009年8月30日 16:30 (CDT) |

| WPSオールスターズ                                                     | 4 - 2 | ウメオIK                                             |
| リリー 24分 · マルタ 40分 · クリスチアニ 45+分 · シンクレア 47分 49分 | 結果  | 2分 エドルンド · 16分 ヤコブション · 57分 エライーニ |

| フェントン、アンハイザー＝ブッシュ・センター 観客数: 4,115人 主審: サンドラ・セラフィーニ |

| プレーヤー・オヴ・ザ・マッチ クリスティ・ランポーン 副審: テレサ・ミゲル ステファニー・トス 第四審: ダラス・ミルヒウスキー |

### 試合記録
|                | WPS | ウメオ |
| -------------- | --- | ------ |
| 得点           | 4   | 2      |
| シュート数     | 28  | 11     |
| 枠内シュート数 | 16  | 7      |
| セーヴ数       | 5   | 11     |
| ファウル       | 5   | 8      |
| オフサイド     | 4   | 4      |
| CK             | 9   | 6      |
| 警告           | 1   | 1      |
| 退場           | 0   | 0      |